# 湯有容
湯有容（14世紀—15世紀），名載，字有容，以字行，廣東廣州府新會縣下街人，明朝政治人物。

## 生平
湯有容年少能文，勇於行義，是洪武二十九年（1396年）的舉人，三十年（1397年）中會試副榜，授恭城教諭，改任興安教諭，得知兄長去世，即日上疏辭官回家養母七年，母親對他說：「君恩未報，久而不去，恐怕有罪，我有孫兒就可以。」因此復任容縣教諭，遇上縣內疫症流行，人們覺得疫病能傳染不敢出門，知縣彭清中疫自知必死，湯有容下令家人煮湯粥給彭清，彭清因而痊癒，後官至唐王府伴讀。

## 引用
1. 1 2  道光《新會縣志·卷八·人物上》：湯有容，下街人，名載，以字行 王志，少能文，勇於為義，時輩多推服之，洪武二十九年舉於鄉，會試中乙榜，任廣西恭城教諭，又厯興安，聞其兄死，即日疏其情上聞，棄官養母者七年，母謂之曰：「君恩未報，久而不去，恐有罪，吾有諸孫可矣。」於是復官容縣 廣州人物傳，值縣大疫，皆謂疫能染人，人莫敢出，雖縣門無行者，知縣彭清中其病，自分必死，有容曰：「令家人具湯粥而左右之。」晝夜不離，清得不死，時人以為難 粵西文載。比庾袞處兄弟然，有容處朋友尤為難焉，終唐府伴讀 廣州人物傳。